# Литература Индонезии

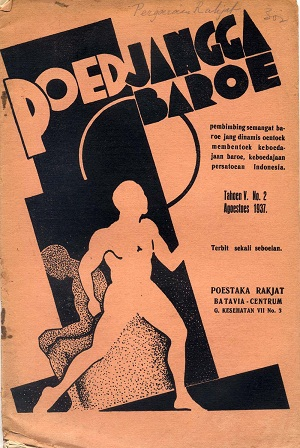
Обложка журнала Пуджанга Бару в 1937 году

Индонезийская литература в широком значении — это совокупность устной и письменной словесности народов Индонезии двух основных культурных зон (яванской и малайской), а также общенациональная литература на индонезийском языке.

## Зарождение
Общенациональная литература начала формироваться с конца XIX века в процессе национального пробуждения Индонезии и становления индонезийской нации. У её истоков стоит пресса и своеобразная городская литература последней трети XIX — начала XX веков на «низком» малайском языке, издревле служившим языком межэтнического общения на архипелаге. Среди ранних просветителей, переводчиков с европейского и китайского языков и авторов оригинальных произведений были Лим Кинху, Ф. Виггерс, батак Джа Эндар Муда.
В поэзии наряду с удачными попытками использования европейских поэтических форм и размеров (сборник «Жасминовый венок» Индрика) преобладали привычные для малайской литературы лирические пантуны и эпические шаиры, в том числе информационно-публицистического содержания, например поэмы Тан Тенгки о строительстве первой железной дороги или о прибытии в Батавию русского цесаревича.
Проза, испытавшая воздействие переводных произведений и развивавшаяся параллельно с голландскоязычной литературой, была представлена наивно-реалистическими бытописательными повестями о ньяи — туземных женах европейцев («Ньяи Дасима» Г. Франсиса , 1895; «Ньяи Паина» Х. Коммера, 1900) и авантюрными повестями о разбойниках («Си Чонат» минахасца Фредерика Пангемананна, 1900). Бурный всплеск политической активности индонезийцев, особенно после возникновения массовой политической организации «Сарекат Ислам» (1912), способствовал размежеванию собственно индонезийской и китайско-малайской литератур. Этот процесс получил отражение в бытописательных, а затем в националистических и антиколониальных по направленности романах и повестях, авторами которых обычно выступали яванцы и сунды: повести «Бусоно» (1910) и «Ньяи Пермана» (1912) Тирто Ади Сурьо (1880—1918); романы «Бешеный» (1914) и «Студент Хиджо» (1919) Марко Картодикромо (1890—1932), «Повесть о Кадируне» (1924) Семауна (1899—1971), «Сити Раяти» (1923) Мохаммеда Сануси (1889—1967), драма в стихах «Бебасари» («Дева-Свобода», 1924) Рустама Эффенди (1902—1979).
Обеспокоенная увеличением потока литературы, «способной подорвать власть правительства», колониальная администрация активизировала просветительскую и издательскую деятельность в рамках Комиссии по туземной школе и народному чтению (1908), преобразованной в 1917 г. в издательство «Балей Пустака», выпускавшее книги на яванском (более 50 %), малайском, сунданском и мадурском языках, на которых велось преподавание в школах. С деятельностью этого издательства связано становление так называемого адатного романа о борьбе молодого поколения против пережитков прошлого в основном писателей-суматранцев: «Беды и страдания» (1921) Мерари Сирегара (1896—1941), «Гибельная любовь» (1926) Нура Сутана Искандара (1893—1975) и лучший из них — «Сити Нурбая» (1922, русск. пер. 1960) Мараха Русли (1989—1968).
Первой книгой, вышедшей за суматранские рамки, стал роман видного деятеля национального движения Абдула Муиса (1898—1959) «Неправильное воспитание» (1928, русск. пер. 1961), центральной темой которого стало столкновение европейской и индонезийской систем ценностей.
Серьезным стимулом для развития литературы стал Конгресс молодежи 1928 года, принявший резолюцию о единстве страны, нации и языка, который впредь было предложено именовать индонезийским. На этом конгрессе была разыграна звавшая к единению пьеса «Кен Арок и Кен Дедес» Мохаммада Ямина (1903—1962), который одним из первых стал экспериментировать с поэзией при бережном отношении к классическим формам (сборник стихов «Родина», 1922). Ему принадлежат многочисленные пьесы, эссе, исторические романы и поэмы, переводы произведений Шекспира и Тагора. Наиболее яркой фигурой суматранского ренессанса, вплетенного в общенациональный контекст, стал видный поэт и драматург Сануси Пане (1905—1965).
С 1933 года средоточием эстетической мысли и дальнейшего развития индонезийской литературы стал журнал "Пуджанга Бару". Особенно велика заслуга этого издания в становлении новой поэзии, а также возрождении традиций достигшего вершины в пронизанном суфийским духом творчестве Амира Хамзаха (1911—1946).
В 1936 г. появилась повесть Панджи Тисны (1908—1978) «Сукрени — балийская девушка» — одно из самых оригинальных художественных произведений периода до независимости, в котором поднималась проблема негативного воздействия торгашеской этики на балийское общество. Наиболее известным индонезийским автором, писавшим на голландском языке, являлся Суварсих Джойопуспито (1912—1977), выпустивший в 1940 году повесть «Сбросившие цепи».

## Независимая Индонезия
После провозглашения независимости формируется новое течение — «Поколение-45», во главе которого стоял поэт Хаирил Анвар (1922—1949), отказавшийся от литературных штампов и заставивший поэзию говорить языком улицы (сборники: «Шум и пыль» и «Острый гравий и Ограбленные и отчаявшиеся», 1949). Успешно развивалась драматургия: Усмар Исмаил (1921—1971), Армейн Пане (1908—1970). Обновление прозы связано с именами Идруса (1921—1979), впервые включившего в повести и рассказы простого человека и обыденную тематику, и особенно Прамудьи Ананта Тура (1925—2006) с его трагедийными полотнами о борьбе за независимость страны. Первым индонезийским драматургом, получившим всемирное признание, стал Утуй Татанг Сонтани (1920—1979). Среди других писателей, продуктивно работавших в это время, были Сурварсих Джойопуспито (1912—1977), Ахдиат Картамихарджа (1911—2010), Тоха Мохтар (повесть «Возвращение»).
Обновление прозы в 1960—1970 годах связано с творчеством Ивана Симатупанга (1928—1970) (романы «Красная краснота», «Паломничество», «Сушь») и Данарто («Крапинка», «Армагеддон», «Ностальгия»), поэзии — Сутарджи Калзум Бахри (р. 1941), драматургии — Арифина Нура (1941—1995) («Колодец без дна», «Мадиунский оркестр» и другие). Заметным явлением в духовной жизни страны стала публикация в 1980 г. Прамудьей Ананта Туром, только что освобождённым из заключения, романа «Мир человеческий» (русск. пер. 1986) — первой книги тетралогии о пробуждении национального самосознания индонезийцев на рубеже XIX—XX вв.
Подобно Прамудье Ананта Туру к эпическому охвату событий в сочетании с углубленным анализом социального и этнического материала обратились также писатели Юсуф Мангунвиджая (1929—1999) (роман «Птицы-ткачи», 1981; трилогия «Роро Мендут», 1983—1987), Ахмад Тохари (р. 1948) (трилогия «Танцовщица из Парока», 1981—1986), Хайрул Харун (1940—1998) (роман «Наследие», 1979), А. Росиди (р. 1938) (роман «Дитя человечества», 1985), поэтесса Диах Хаданинг и др.
Литература создавалась также в эмиграции: повести Утуя Т. Сонтани (1920—1979) «Сбросивший одежды» и «Колот-колоток» (рус. перевод 1988), стихи Агама Виспи (1934—2003), Соброна Айдита, Куслана Будимана, Путу Ока Сутанты (р. 1939) (сб. «Песнь о балийском кочете»). В 1993 г. в Амстердаме состоялась встреча индонезийских писателей-эмигрантов.
Современная литература представлена различными жанрами, в том числе произведениями поп-литературы, одним из видных представителей которой является писатель Хабибуррахман Саерози. В жанре популярной исторической прозы работает писатель Видди Ад Даэри. Среди современных писателей и поэтов — Лесик Кати Ара, Денок Кристианти, Тан Лиу Йе, Димас Арика Михарджа, Иберамшах Барбари, Сутан Иван Сукри Мунаф, Мухаммад Ибрагим Ильяс, Алоисиус Сламет Видодо, Анвар Путра Баю. Большой интерес проявляется в Индонезии к русской классике. Среди известных переводчиков с русского — Кусалах Субагио Тур, Шарифуддин Арифин.
Наиболее престижной современной премией в Индонезии за произведения на национальных языках (сунданский, яванский, балийский) является Литературная премия Ранчаге.

## Публикации
- Дайо М. Индонезийские сказки и легенды / Пер. с индонез. Л. Колосса. — М.: Иностранная литература, 1958. — 220 с.
- Индонезийские сказки / Пер. с индонез. В. А. Островского. — М.: ГИХЛ, 1956. — 240 с.
- Индонезийские сказки / Пер. с индонез. В. А. Островского. — М.: ГИХЛ, 1958. — 168 с.
- Фиолетовый змей. Индонезийские сказки / Пер. с индонез. Усмана Эффенди и Вильгельмины Трисман. Обраб. Н. Ходза. — М.: Детгиз, 1960. — 160 с.: ил.
- Сад золотого павлина. Повесть о двух лотосах // Чудесное зерцало: Старинные восточные сказания и повести. — М.: Правда, 1988. —  512 с.
- Сказания о доблестных, влюбленных и мудрых. Антология классической малайской прозы / Пер.с малайск. В. И. Брагинского. — М.: Наука, ГРВЛ, 1982. — 392 с.